# Xylotoles pulchellus
Xylotoles pulchellus là một loài bọ cánh cứng trong họ Cerambycidae.